# Dreizehnlindenhaus

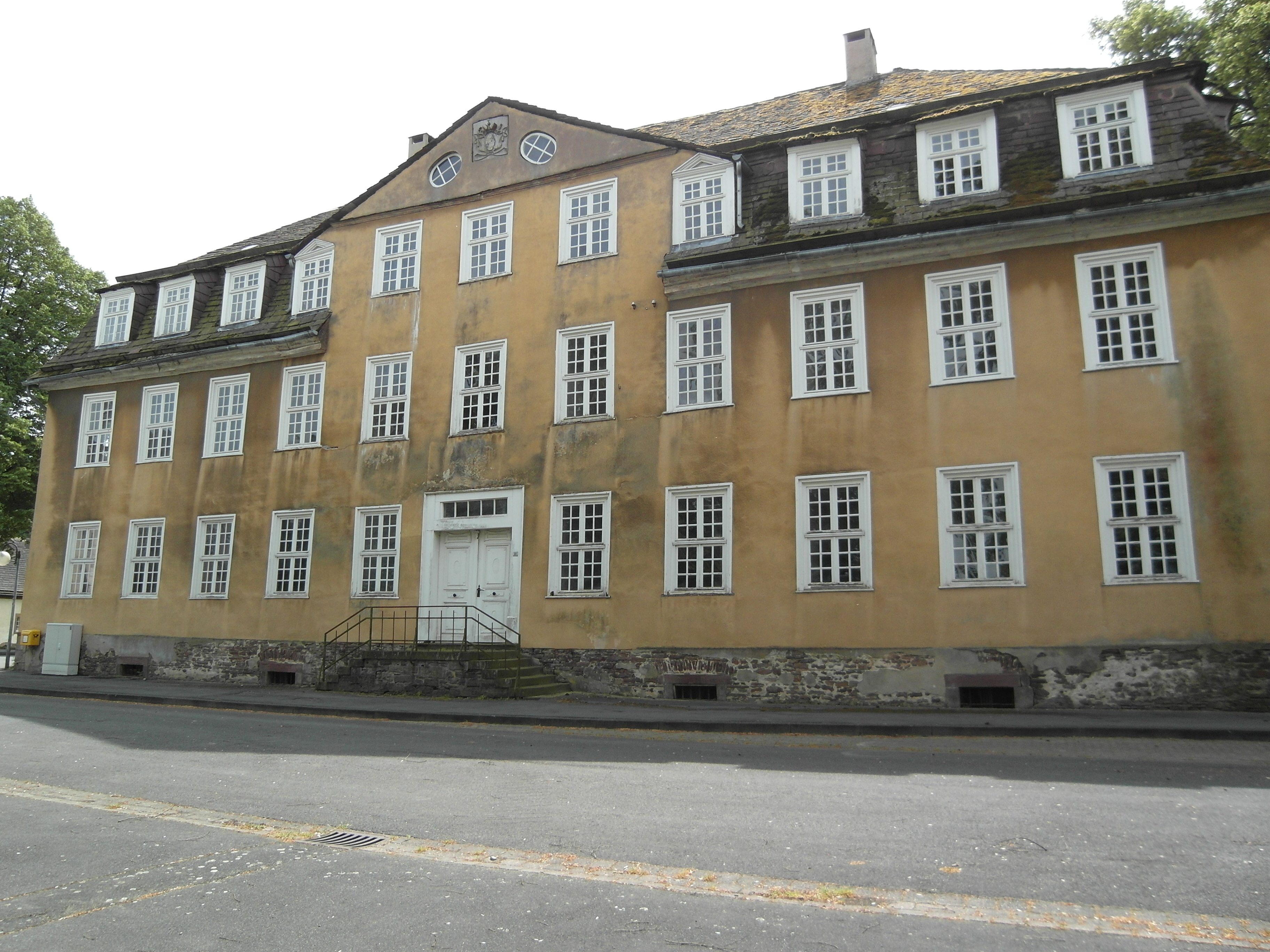
Dreizehnlindenhaus

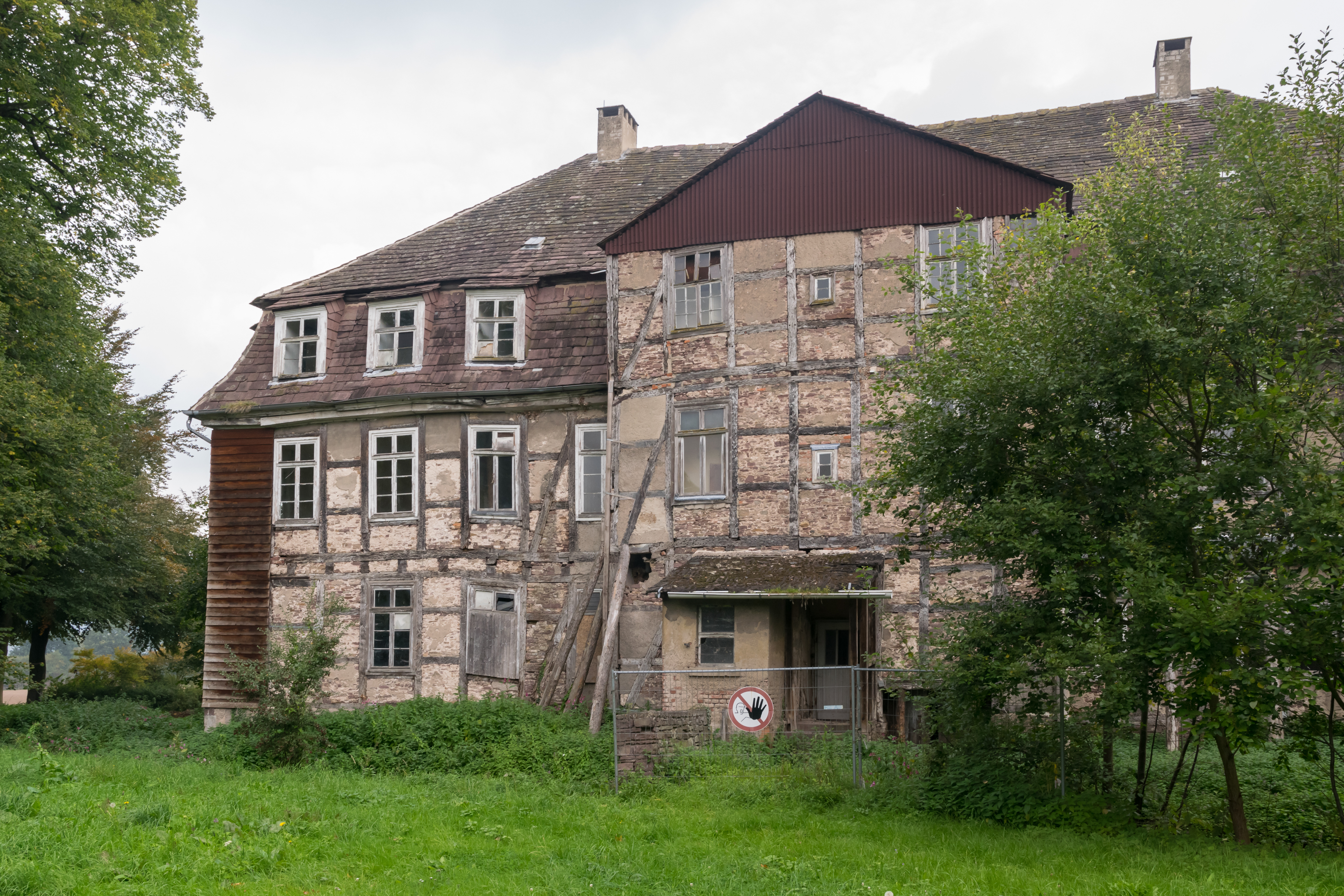
Gebäuderückseite

Das Dreizehnlindenhaus wurde 1794 als Neues Gasthaus des Fürstbistums Corvey erbaut und liegt heute in der ostwestfälischen Stadt Höxter in Nordrhein-Westfalen. Es liegt westlich außerhalb der Klostermauern von Corvey und diente auch lange nach Ende des Bistums als Gasthaus.

## Geschichte
Im Jahr 1792 wurde das bisherige Benediktinerkloster Corvey in ein Fürstbistum umgewandelt.
Im Zusammenhang mit dieser Veränderung wurde 1794 am Ende der Straße von Höxter nach Corvey ein großer Neubau errichtet. Das Gebäude diente als Hotel, Casino, Gast- und Weinhandelshaus. Es wurde als Neues Gasthaus bezeichnet.
Rechts vom Eingangsflur befand sich eine Gastwirtschaft mit der zugehörigen Küche und der Wohnung der Pächter. Unter dem Gebäude befand sich ein großes Gewölbe, das dem Weinhandel des Fürstbistums diente.
In dem Haus befand sich auch ein abgetrennter Speisesaal für die Studenten des Corveyer Priesterseminars. Zur Freizeitgestaltung der Seminaristen und der Domherren diente ein Billardsaal im Erdgeschoss. Im Obergeschoss befanden sich ein Tanzsaal sowie Spielzimmer und Nebenräume. Für vornehme Gäste des Fürstbistums gab es sechs Appartements aus jeweils mehreren Räumen.
Anfangs hieß der Bau auch Neuer Krug zur Unterscheidung zum 1845 abgerissenen Alten Krug. Der erste Pächter hieß Levin Koch. Nach der Säkularisation des Fürstbistums 1803 diente es bis 1942 weiter als Gasthaus. Während der Franzosenzeit hieß es Westphälischer Hof. Später hieß er Neues Haus. Im Jahr 1907 wurde es in Dreizehnlindenhaus umbenannt. Es erinnert an das gleichnamige, in der Gegend spielende, Werk Friedrich Wilhelm Webers.
In den Jahren seines Bestehens wurde das Haus im Inneren kaum modernisiert, so dass es auch   Elemente aus seiner Entstehungszeit aufweist. Dazu gehören die aufwendig gestalteten Türen, die Feuerungsanlage, aber auch die zur Zeit der Erbauung fortschrittlichen Toiletten.
Das Gebäude ist zurzeit ungenutzt. Eine Sanierung wird mit dem Ziel vorbereitet, es erneut als Gästehaus zu nutzen. Das Haus wurde im November 2011 zum Denkmal des Monats des Landschaftsverbandes Westfalen-Lippe erklärt, weil es als einer von wenigen Hotelbauten aus dem 18. Jahrhundert auch im Inneren noch Strukturen aus seiner Entstehungszeit aufweist.